# Tiha
Tiha (ukránul: Тихий) település Ukrajnában, Kárpátalján, az Ungvári járásban.

## Fekvése
Nagybereznától északkeletre, A Keleti-Beszkidek alatt, Hajasdtól délre, a Tiha patak forrásvidékén fekvő település.

## Nevének eredete
Neve szláv eredetű víznévből keletkezett. Neve a mellette folyó Tiha patakról kapta nevét, mely ukrán, ruszin nyelven Tiha, magyarul csendes, halk jelentésű és a víz csendes folyására utal.

## Története
Tiha a 18. században keletkezett, a hasonló nevű patak forrásvidéke mellett.[forrás?]
Nevét 1599-ben említette először oklevél Tiha néven. 1773-ban Ticha, 1808-ban Ticha, 1851-ben Tichy, 1813-ban Tiha néven írták.
1910-ben 1093 lakosából 29 magyar, 1052 ruszin volt, melyből 29 római katolikus, 101 görögkatolikus, 53 izraelita volt. A Trianoni békeszerződés előtt Ung vármegye Nagybereznai járásához tartozott.

## Népesség
| 2001 | 504 |

A népesség anyanyelv szerinti megoszlása a teljes népesség %-ában (2001)